# 평양레이서
평양레이서(영어: Pyongyang Racer)는 2012년 고려 투어스가 제일정보기술합영회사(Nosotek)에 위탁하여 제작한 조선민주주의인민공화국의 플래시 게임이다. 평양레이서 소개에 따르면, 김책공업종합대학의 학생들도 함께 평양레이서를 제작하였다고 한다. 평양의 주요 건축물인 천리마동상, 주체사상탑 등의 이미지가 등장하며 자동차 주행을 하면서 평양의 거리를 둘러볼 수 있다. 게임의 배경음악으로는 보천보전자악단의 노래 〈내 나라 제일로 좋아〉, 〈우등불〉, 〈흘라리〉와, 왕재산경음악단의 노래 〈뻐꾹새〉가 쓰였다.

## 특징
평양레이서의 자동차 모델로 평화자동차의 휘파람 Ⅱ가 쓰였다.

## 게임 방식
정해진 코스를 완주하면 이기는 방식이다. 이때, 빠른 시간 내에 완주하면 사이트 내의 랭킹에 등록된다. 조선우표 아이템을 획득하면 평양 내의 주요 건축물의 이미지와 설명이 게임 화면의 하단에 나타난다. 오일 탱크 아이템은 자동차의 연료가 바닥나는 것을 방지한다. 도로에 있는 자동차와 충돌할 때마다 교통보안원이 경고를 준다. 자동차와 세 번 충돌하여 경고가 세 번 누적되거나, 자동차 기름이 모두 바닥나면 게임은 종료된다.

## 같이 보기
- 고려 투어스
- 제일정보기술합영회사